# 新维德县
新维德县（Landkreis Neuwied）是德国莱茵兰-普法尔茨州北部的一个县，首府新維德。

## 地理
新维德县北面与莱茵-锡格县（北莱茵-威斯特法伦州）和阿尔滕基兴县，东面与韦斯特林山县，南面与迈恩-科布伦茨县，西面与阿尔韦勒县相邻。